# 1960年冰島總統選舉
1960年冰島總統選舉，候選人奧斯吉爾·奧斯吉爾松為唯一的參選人，因此其自動當選冰島總統。